# استان شومن
استان شومن (به بلغاری: Област Шумен) یک استان در بلغارستان است که در شمالشرقی واقع شده‌است.

## خصوصیات
استان شومن ۳٬۳۸۹٫۷ کیلومتر مربع مساحت و ۱۸۰٬۵۲۸ نفر جمعیت دارد.